# Tindur (Sandoy)
Tindur (Sandoy) è una montagna alta 479 metri sul mare situata sull'isola di Sandoy, nell'arcipelago delle Isole Fær Øer, in Danimarca.